# Otto Franke
Otto Franke (Gernrode am Harz, 27 september 1863 - Berlijn, 2 september 1946) was een Duits sinoloog.
Franke zette als eerste een planmatig professoraat op voor sinologie aan het Kolonialinstitut der Freien und Hansestadt in Hamburg. Hij verwierf bekendheid vanwege zijn (onvoltooid gebleven) vijfdelige werk over de geschiedenis van China, wat het eerste van zijn soort was in het Duitse taalgebied.
Franke was als tolk-vertaler in dienst van het Duitse Keizerrijk in Peking, Tianjin, Shanghai en Xiamen van 1888 tot 1901, waar hij na twee jaar hoofd van de tolkenafdeling werd, waar onder andere ook Emil Krebs deel van uitmaakte. Van 1923 tot 1931 was hij professor aan de Humboldt Universiteit Berlijn.
Zijn zoon Wolfgang Franke (Hamburg, 24 juli 1912 - Berlijn, 6 september 2007) was eveneens sinoloog.